# Saint-Médard-de-Guizières
Saint-Médard-de-Guizières é uma comuna francesa na região administrativa da Nova Aquitânia, no departamento da Gironda. Estende-se por uma área de 10,37 km². Em 2010 a comuna tinha 2 407 habitantes (densidade: 232,1 hab./km²).